# Le Loum
Pour les articles homonymes, voir Loum (homonymie).
 (mars 2011).
Si vous disposez d'ouvrages ou d'articles de référence ou si vous connaissez des sites web de qualité traitant du thème abordé ici, merci de compléter l'article en donnant les références utiles à sa vérifiabilité et en les liant à la section « Notes et références ».
 (mars 2011).
- Si vous ne connaissez pas le sujet, laissez ce bandeau (vous pouvez alors contacter les auteurs).
- Si vous supprimez le contenu mis en cause (vous pouvez préalablement contacter les auteurs),

argumentez précisément cette suppression dans la page de discussion
(un manque de référence n'est pas un argument ; une recherche réelle de référence doit avoir été effectuée, être formellement documentée).
Le Loum est le deuxième roman de René-Victor Pilhes paru en 1969.
Il se compose de deux parties : La Partie ambiguë (Orgueils et Sévices) et La Partie tendue (Folies et Folies).
La liquidation du personnage de la mère constitue la trame de fond comme une interrogation : le pouvoir d’engendrer est-il plus fort que les autres pouvoirs, dont celui d’écrire ?

## La partie ambiguë (Orgueils et Sévices)
La première partie se fait après le point de vue interne d’un narrateur nommé Pilhes qui n’intervient pas dans l’action qu’il entend narrer. Si son but initial était de faire un récit de deux protagonistes qu’il espionne, le narrateur effacé se met progressivement de plus en plus à jour dans le texte jusqu’à remettre en question le choix des personnages et dévoiler ce qui sous-tend réellement sa narration. Les artifices du narrateur cèdent alors devant les explications de l’auteur. Deux temporalités sont à l’œuvre, celle du jour de la randonnée (le 29 novembre 1965) et celle du moment de la narration et du questionnement de celle-ci (quelque temps plus tard, un écho aux événements de mai 1968 apparait).
Narrer un point de vue inédit  « Je suis celui qui possède une vue subtile et non erronée de l’affaire du Loum », tel est l’incipit qui annonce le rôle et l’importance que se donne le narrateur dans cette première partie.  Grâce à son point de vue inédit, il est le seul à pouvoir donner des éclaircissements sur un événement trouble qui agite la curiosité du monde entier. Le 29 novembre 1965, celui qu’il nomme tantôt son Excellence, le Président ou le Maître a entrepris une randonnée magistrale en compagnie de sa vieille mère, la Dame charnue, noire et poudrée. Cette excursion intervient en réponse à une mère critiquant les premiers écrits du Maître, les prémices d’une liquidation en guise de revanche se font dès lors ressentir.
La première péripétie se déroule aux abords de la montagne du Loum, lorsque la mère plante sa canne dans une tige-mère, plante luxuriante. Il en sort une sève rouge puis épaisse et blanchâtre que le Président tente d’étancher pendant que la mère répète qu’il n’est pas né de ses tiges. Reprenant leur cheminement, le Maître porte sa mère sur son dos avant de chuter et de la blesser au bas-ventre et à la poitrine. Ils atteignent ensuite une clairière où des fantômes de révolutionnaires et de soldats encerclent la mère restée un moment seule et éjaculent. Le Président réapparait et les fait disparaître dans la tombe de la tige-mère blessée. Le narrateur émet quelques doutes, sera-t-il cru ? Dans son emportement il pare la mère de bijoux avant de se reprendre : « il est encore temps de lui retirer ses oripeaux et de recommencer paisiblement ».
Dans le boyau du Loum  
Les protagonistes entrent ensuite dans un boyau sombre et nauséabond pour rejoindre le premier cun, un des trois chancres de la montagne phallique qu’est le Loum. Le narrateur expose progressivement les tensions qui sous-tendent le récit : la lutte entre les pouvoirs de la mère, sa puissance d’engendreuse, et ceux qu’a acquis progressivement le Président. Ce dernier entend les mesurer au cours de cette randonnée. Le narrateur décide de donner moins de puissance au personnage de la mère et de la faire « plier sous les lieux communs ». Il est alors soutenu par une foule qui l’encourage à continuer de narrer. A lieu alors l’épisode de « la Grande Inversion », le Maître resté seul voit surgir une douzaine de femmes, pendants féminins des précédents, auxquelles il déclare être bien l’auteur des fragments qu’il a publié. La mère réapparait et les fait disparaître. Puis surgit « le tronçon de la pipe audacieuse » où le narrateur fume prenant le risque d’être découvert pendant que la mère frictionne le bas-ventre du Président souffrant de la prostate. Le narrateur, sous la botte de l’auteur, intervient : « ce changement imprévu d’itinéraire est dû à un moment d’inattention, une déconcentration subite de l’auteur. »  Ensuite il sera question du massage des reins de la mère par le fils puis du tronçon des gros besoins où les trois personnages défèquent. L’artifice de cette randonnée magistrale- prétexte se dévoile alors progressivement, la lutte entre l’engendré et l’engendreuse se fait de plus en plus palpable. L’enjeu se déplace, il s’agit au narrateur de réussir à vaincre le personnage de la mère qu’il rend responsable des déplacements de la narration vers les excréments et le sexe, de maintenir le contrôle de sa narration en affaiblissant la figure maternelle.  Celle-ci lutte à l’intérieur de lui : « Vous crevé de peur de n’être pas écrivain. Hagard et contracté vous parcourez en diagonale les livres et textes de l’avant-garde, et leur tenue vous affole. »  À l’épisode d’une crue dans le boyau qui inonde la vallée (la fièvre typhoïque de la mère dans les années 1920) répondent les comptines que chante la mère pour se moquer du narrateur. Mais celui-ci à la foule pour le soutenir.
Narrer jusqu'à la crypte
À leur sortie du boyau, le Maître et la mère chevauchent des isards tandis que le narrateur manque de se faire piétiner. Dès lors les réflexions et tentatives du narrateur d’en découdre avec la mère prennent le pas sur la narration de la randonnée. Ce « fils fou de génie » doit « s’élever puis retomber brutalement » sur la mère dans une hystérie littéraire. Introduire le narrateur et minimiser l’importance de cette figure maternelle sans culture permettent à l’opus de se durcir. D’ailleurs le narrateur est à cet instant disputé entre plusieurs puissances qui veulent le voir narrer chez elles. La narration non préméditée reprend, il se tire par miracle des isards. Le Maître et la mère atteignent une crypte. Une gorgée d’orgueil lui permet de reprendre des forces avant la narration de ce qu’il nomme le « pan des nœuds » : « l’orgueil s’est constitué partie prenante du thème de la liquidation maternelle», il reçoit d’ailleurs la visite d’enquêteurs de la section des « Narrations de haut-niveau ». Dans la crypte, on découvre les 56 coffrets où sont conservés les sexes des aïeuls du Président qui ne ressemblaient pas à leur mère. La mère comprend dès lors qu’elle est tombée dans un guet-apens sur ton de revanche masculine familiale. La narration de la randonnée s’achève sur l’annonce ouverte que la mère continuera à se battre contre le fils.
Annonce de la Partie Tendue  
Le narrateur sous la botte de l’auteur décide d’éclaircir certains points avant d’aborder la partie tendue. Outre le combat contre l’engendreuse, c’est aussi contre les critiques littéraires qui doutent de ses capacités créatrices qu’il se démène. L’orgueil est le moyen qu’il utilise pour asservir son héroïne. La deuxième partie qui s’achemine sera plus tendue puisque l’engendreuse a déclaré ouvertement lutter contre lui. Il annonce ainsi la fin de l’ambigüité à laquelle il avait recours pour éviter de narrer des tronçons trop obscènes, la mère s’exprimera plus crument. Cependant il lui faut opérer des changements avant de pouvoir aborder la partie suivante, les artifices de la première partie se font trop pesants : « Tout d’un coup j’en ai eu marre de cette topographie, de l’ambiguïté qu’elle instaurait, non seulement dans le livre mais aussi dans mes rapports avec celle que je dois liquider […] Il me déplaisait d’aborder de front la question de la destruction maternelle. » Le Loum devient clairement une pine, le personnage du Président qui avait été envoyé en éclaireur disparaitra. Le narrateur fait le choix de sortir de la clandestinité en se demandant s’il aura la force d’agir. Il abandonne son pouvoir et son orgueil : « Je supporterai seul le poids de mes infamies »

## La partie tendue (Folies et Folies)
Dans cette deuxième partie, le point de vue reste celui du narrateur mais qui devient actant dans cette randonnée. Adulte, il adopte néanmoins une narration d’un fils resté enfant face à sa mère.
Une relecture de la première partie 
La deuxième partie s’ouvre sur un nouvel incipit : « Le 29 novembre 1965, ma maman et moi avions décidé de nous promener du côté du Loum ». Le récit commence au départ de la bâtisse, les péripéties de la première partie sont rejouées et vidées de leur tension et de leur surnaturel. Néanmoins, une zone d’ombre est présente, la bosse sur le front de la mère et ses moments d’absence que le fils attribue à son âge. Toutefois, la répétition des événements inhabituels et les hallucinations dont souffrent les personnages installent un malaise.
Faire douter le narrateur de sa lucidité 
Afin de ne pas contrarier sa mère, le narrateur choisit d’acquiescer à ses visions même s’il est ébranlé. Au premier cun, ils rencontrent celui que l’on surnomme le Père Puissance, personnage dont se méfie le narrateur mais qui lui apparait comme un allié face à la folie de la mère qui croit se promener sur un sexe géant. Toutefois le fils se sent rapidement mis de côté par sa mère en pleine conversation avec le Père Puissance. Jaloux, il continue les comparaisons sexuelles que fait sa mère, ce qui lui vaut une réprimande. Il se demande alors si ce n’est pas lui qui serait atteint de folie et qui verrait des sexes partout. De plus, il croit progressivement reconnaître les traits de son père qu’il n’a pas connu dans le Père Puissance. Il ressent alors de la souffrance dans ce qu’il croit être un guet-apens. Le Père Puissance lui apparait de plus en plus comme un rival lorsque celui-ci se met à embrasser les dessous de sa mère ; ne pouvant le supporter, il cherche à l’étrangler ce qui lui vaut d’être lié par les deux autres personnages.
Les fonds de la fosse magique et des égouts malsains 
Dès lors, une nouvelle étape est franchie dans la folie, l’inceste apparait. Le fils voit ce qu’il n’aurait jamais dû voir, l’examen de l’anus de la mère. Puis la mère le masturbe. Afin de ne pas être mis à l’écart du groupe, il lui faut plier et jouir. Dès lors la randonnée reprend mais le Père Puissance peine à suivre. Le fils doit donc aller le rechercher seul, il découvre dans la veste de celui-ci une enveloppe contenant d’anciennes photos obscènes de sa mère, du Père Puissance et de lui bébé. Il croit reconnaître des personnages croisés plus tôt, s’interroge sur les diverses coïncidences au touchant les tréfonds de cette randonnée. Surgit en lui l’impression qu’il se trouve au milieu d’une pièce de théâtre, il décide de ne plus être dupé.
Le narrateur se reprend « Je me sentais tout à coup adulte, grave, déterminé. »  Le Père Puissance, seul avec le fils, lui dit que sa mère était déjà perverse dans le passé et qu’il serait mieux pour elle qu’elle déboule dans le vide du Loum, ce à quoi le fils ne peut se résoudre. Éclate un orage durant lequel les deux personnages prient pour que le Seigneur ravisse la mère restée immobile à l’attendre sur une hauteur. La pluie cesse, elle n’a pas bougé, il comprend qu’elle sera difficile à battre. Le Père Puissance s’étant endormi, il le porte comme un fardeau jusqu’à l’endroit où se trouve la mère. Or, celle-ci a fait un épouvantail avec ses vêtements et a disparu. Fouillant dans les affaires du Père Puissance, il trouve sa carte d’identité falsifiée avec des informations correspondantes à sa propre identité. Celui-ci agit comme une réincarnation du Président, tous deux appellent la mère « maman ». L’un d’eux est de trop : le narrateur le précipite dans le vide.
Le livre menacé par la mère 
Il retrouve sa mère baignant dans la lave du deuxième cun. Celle-ci reprend des expressions du livre devant le narrateur avant d’abuser de lui sous la menace de compromettre le livre. Le narrateur ne se sent pas encore « habilité à endiguer ce genre d’assaut fait au « bouquin » » , il ne pourra dire non à la mère qu’une fois le sommet atteint. La randonnée reprend mais les personnages sont épuisés, le narrateur cherche à se pendre. « Je ne tiendrai plus très longtemps en écrivant « maman ». »
La dernière partie de folie 
Le fils fait une pause dans la tension, décidant dans ces Folies et Folies d’aborder avec amour et mélancolie ce que sa mère et lui avait aimé. « Nous coulerons, heureux, les derniers moments de la partie tendue. Ce sera notre folie à nous, rien qu’à nous ».  Trois histoires de la mythologie familiale prédisaient que le narrateur bébé écrirait, traquant une ombre. Mais la mère s’empare peu à peu du livre : elle annonce le plan du livre qu’il écrira, réécrit les passages qui annonçaient les fondements de la deuxième partie, s’emparant de puissance du narrateur. L’ascension reprend mais la mère résiste, le narrateur ne parvient pas à mener son personnage au sommet, le récit manque encore de déraper. La mère dit qu’elle n’a pas joui au moment de sa conception, le fils agacé tente d’imaginer cette scène, l’œuvre était là depuis qu’il était dans le ventre maternel. Or le livre était en elle, c’est la mère qui en a accouché, elle en est donc l’auteur : « Tu es cuit ! Tu m’as fait accoucher d’un tas de papiers imprimés. »   Le narrateur retourne alors dans le ventre de sa mère qui le retient prisonnier avant de croire qu’elle a réussi à le précipiter dans le vide. Il se demande alors comment il parviendra à l’abattre.

## La partie perdue: un roman non achevé
René-Victor Pilhes dit avoir écrit cette troisième et dernière partie au même moment que les deux premières mais celle-ci ne fut pas publiée. Il a informé sur le blog qu’il tient être en train de la remanier en vue d’une parution.
Quelques informations sur cette troisième partie sont annoncées : ce sera celle de la liquidation, « une partie où j’écrirai « ma mère », cynique et déterminé ». (pages 343-344)
« Morts et profanations » semble en être le sous-titre (page 379).
L’auteur a donné un aperçu de l’intrigue dans son blog, la mère a disparu au sommet et son corps est rendu par la fonte des glaces. Le narrateur est presque sans force au moment de narrer ce qu’il est advenu.

## Personnages et leurs évolutions successives
Dans chacune des parties intervient un trio de personnages principaux. Leurs identités et caractéristiques sont perméables, des remaniements sont effectués entre les deux parties.

### Première partie
La mère : Vieille mère du Président, elle est la Dame charnue, noire et poudrée. Elle est aussi décrite comme râblée et hexagonale, figure qui tranche avec celle de son fils vêtu de clair et svelte. Âgée, elle soutient pourtant le rythme de la randonnée, avant de se dresser contre le narrateur qui voudrait l’étouffer. À la fin de la première partie, elle met au jour le conflit de pouvoir qui l’oppose à son fils.
Le Président : Appelé son Excellence au début du roman puis le Maître, il est un homme politique puissant, ayant signé les Accords de Toronto, doublé d’un écrivain récompensé pour ses textes paysagiques que la mère critique. Une transposition entre le Président et le narrateur est faite, c’est lui qui entraine la mère dans cette randonnée et qui mène la liquidation dans cette première partie. Son rôle décroit à la fin de la première partie, il n’est plus qu’un éclaireur avant l’intervention directe du narrateur dans le récit.
Le narrateur : Au départ il ne fait que répondre aux encouragements du Président : « Pilhes, mon vieux, écrivez-nous donc un petit bouquin franc, capable de toucher le cœur des masses […] une sorte de livre neurasthénique à formule quasi-inconnue ». En tant que témoin unique et privilégié, il se pare de génie, de talent et d’orgueil. Il soutenu par les foules, ses narrations font l’enjeu d’une attente et de conséquences internationales. Cependant la toute-puissance du narrateur se fissure peu à peu : peut-il être cru, les incitations du Président n’étaient-elles pas ironiques, peut-il remplir ce contrat ? Ce narrateur cependant se dédouble et ne se contente pas de narrer fidèlement la randonnée, il se plie aux facéties et dérapages de l’auteur dont la présence se fait de plus en plus sentir. Progressivement, ce n’est plus le Président mais lui qui tente de combattre la puissance de l’engendreuse. La visée du roman se dévoile alors.
À deux reprises, la voix de la mère du narrateur, protectrice et infantilisante, se fait entendre. Des adresses à sa mère par l’auteur sont aussi présentes mais sur le ton du reproche.

### Deuxième partie
La mère : Elle est nommée « ma maman » par le narrateur. Sa voix est celle de la mère du narrateur de la première partie, douce, infantilisante, castratrice. C’est une dame âgée de plus de 75 ans, forte et battante, qui commence à montrer des signes de faiblesse au début de la randonnée que le narrateur, son fils, attribue à son âge. Cependant son état empire, la folie se fait de plus en plus sentir, elle use d’abord d’un vocabulaire obscène qui ne lui ressemble pas avant d’aller jusqu’à l’inceste. La perversité apparait dans la folie de la lutte entre la mère et le fils. À la fin de la deuxième partie, elle vole le livre du narrateur.
Le narrateur : Fils docile de la mère durant toute la première moitié de la deuxième partie, il est celui qui écrira le Loum quand il sera grand. Il se nomme René-Victor et arbore les mêmes caractéristiques familiales que l’auteur. Lorsque la mère présente les premiers signes de faiblesse mentale, il s’interroge sur sa propre lucidité avant de se reprendre, soupçonnant une machination. Il choisit de ne pas contrarier sa maman, au prix de la transgression du tabou de l’inceste. Il incarne le  complexe d’Œdipe, se débarrassant du Père Puissance qui fait obstacle entre lui et sa mère. Dans le projet de son livre il doit  mener sa mère jusqu’en haut du Loum pour la faire périr mais elle lui échappe au dernier moment.
Père Puissance : Retraité, il est aimé dans la vallée où il est venu s’installer et où il a reçu ce surnom. On dit de lui qu’il aurait signé les accords de Toronto et qu’il aurait été récompensé en littérature. Le narrateur, sceptique quant à son identité, le voit tantôt comme un allié potentiel tantôt comme un élément incommodant. Il le reconnait comme étant son père parti lorsqu’il était un nourrisson. Cependant, il joue un rôle trouble, il est une incarnation du Président de la première partie : deux fils, ce serait trop, le narrateur se débarrasse de ce personnage devenu gênant.

## Choix narratifs et liquidation
Le thème de la liquidation est intrinsèquement liée à l’activité créatrice, réussir la narration serait contrecarrer les prévisions décourageantes d’une mère qui briment l’auteur/narrateur. Se débarrasser de cette figure apparait comme une affirmation du talent littéraire, de même que celle du fils-auteur face à la mère qui étouffe et dénigre toute création, s’attribuant la paternité des textes réussis. En outre, le personnage de la mère a cette originalité de savoir qu'elle fait partie d'un livre, elle cherche à se rebeller et à s'emparer de la narration.
Dans la première partie, l’auteur intervient dans les discours du narrateur, faisant part notamment de ses doutes et choix qu’ils opèrent, de même que du projet qu’il entend mettre en œuvre. De ce point de vue, il démystifie l’œuvre. Il dévoile ainsi les raisons de ce mode de narration, l’action de la liquidation étant retardé par ses craintes : « Quant à l’approche fuyante du thème central, celui de la liquidation, elle traduit la gêne profonde d’un narrateur mal assuré, peu enclin à exécuter ses menaces, inquiet de ses ambitions ». Il expose alors de but en blanc la signification phallique du Loum afin de pouvoir s’atteler sur des bases qu’il veut plus certaines et directes à la deuxième partie. C’est dans cette visée qu’il met alors à jour le plan du livre : « Cette femme est mise en accusation dès le début de l’opus : elle n’a rien pigé au premier roman. Puis léger crescendo : elle subit des sévices ; elle est outragée. Ensuite, on appuie sur la pédale : elle devient folle et obsédée sexuelle. Enfin, l’opus se dénouera en une destruction totale. » 
Le narrateur/auteur sent à plusieurs reprises que son récit lui échappe : il doit contenir ses accès de colère contre la mère en se retenant de la faire périr trop vite ; ses doutes en refusant d’exhiber le narrateur caché aux personnages dans la première partie ou de faire rentrer chez eux les protagonistes ; de même que de brider son imagination afin de soutenir un récit cohérent. C’est ainsi une narration qui s’écrit progressivement et dont l’enchaînement peut très vite déraper et mettre le narrateur dans une situation inextricable.
Au regard de l’idée d’écrivain-écrivant de Roland Barthes, l’auteur-écrivain observe cette envie de liquidation tandis que le narrateur-écrivant cherche le moyen de parvenir à l’exprimer.
Dans la deuxième partie, le narrateur expose son choix de narration retenu et ses implications : « Ah que je souffre ! […] Je me suis volontairement interdit de relater en un style qui m’eût permis d’éluder ; je suis maintenant voué à relater petit, à relater étroit, tant que resteront tendus les fils qui soutiennent encore la carcasse du travail entrepris. » 
C’est alors un livre qui parle de lui-même et de sa composition, élément qui revêt de fortes implications et tensions lorsque par exemple à la fin de la deuxième partie la mère décrit le roman qu’il écrira ainsi que l’épigraphe à mettre, avant de s'emparer littéralement de l'ouvrage. La puissance passe par le pouvoir de contrôler le livre.

## Traces d’une fiction autobiographique
Ce roman fut composé dans le contexte d’un conflit latent entre l’auteur et sa mère à la suite de la parution de son premier ouvrage, La Rhubarbe, récompensé du prix Médicis (1965). La rédaction du Loum se fait en réaction à cette mère qui se comporte comme si elle était l’auteur du premier roman et qui doute des capacités de l’auteur à pouvoir produire un autre roman, se plaçant alors du côté des critiques littéraires allant dans ce sens. Dans la première partie, le narrateur se gonfle d’orgueil et de talent contre l’engendreuse inculte qui critique ses textes, il entend produire le récit magistral d’une liquidation qu’il désigne comme l’Œuvre, l’opus. Les doutes l’assaillent mais échouer serait donner raison à la mère et aux censeurs.
Outre ce conflit, plusieurs éléments du récit ont des échos autobiographiques :
- la date du 29 novembre 1965, celle où René-Victor Pilhes reçu le Prix Médicis

- la mention des « textes paysagiques » écrits par le Président qui peuvent renvoyer aux étendues de rhubarbe imaginées lors du premier roman. D’ailleurs le titre de l’ouvrage est nommément cité dès la première partie[21]. De plus, il est précisé que le Président a reçu le Grand Prix Scandinave pour son premier roman.

- le personnage de l’engendreuse a donné naissance au Président en juillet 1934 (naissance de l’auteur). En outre, plusieurs allusions à leurs relations passées et présentes au moment de la rédaction sont faites.

- l'identité du narrateur parait transparente avec celle de l'auteur (nom, prénom, situation familiale.)

- le révolutionnaire de 1848 : référence à l’arrière-grand-oncle de l’auteur, Victor Pilhes, élu député de l’Ariège et proche de Proudhon. À cette figure familiale mythique, il emprunte d’ailleurs le prénom, qu’il accole au sien de René lorsqu’il commence à écrire.

- le soldat de 14-18 : son oncle artilleur mort en 1918 qui se prénommait René. Ces deux références familiales (du côté maternel, étant donné qu’il ne fut pas reconnu par son père) reviennent alors hanter le récit.

## Topographie des lieux
« Je ne peux pas écrire un mot si ce mot ne se rapporte pas à un univers que j’ai préalablement dressé devant moi »   déclarait René-Victor Pilhes dans une interview en 1965. Pour ce roman, il imagine un pic phallique éponyme, Le Loum, autour duquel s’enrouleront les diverses péripéties. Ce nom signifie « la lumière » en occitan. Il est décrit comme un dard rocheux qui pointe vers l’azur mais qui est malade. Il est en effet flanqué de trois cuns volcaniques qui sont des blessures purulentes, des chancres. 
En ce qui concerne les lieux réels ayant servi à la composition du paysage loumaire, Pilhes dit s’être inspiré du Mont Valier.
Le Loum dans l’œuvre de René-Victor Pilhes
La mention du Loum apparait dès La Rhubarbe, le premier roman de l’auteur. Par la suite, il constitue un élément récurrent du décor des paysages de ses romans (La Jusquiame, L’Hitlérien, Les Démons de la cour de Rohan par exemple) ou une référence fortuite (La Médiatrice).

## Une épopée psychanalytique
Ce livre se présente comme une « épopée psychanalytique. » Plusieurs clichés psychanalytiques sont ainsi repris :
- le complexe d’Œdipe : le fils de la deuxième partie se débarrassant de celui qu’il avait pris pour son père

- la transgression du tabou de l’inceste

- une mère castratrice, presque au sens propre du terme lorsqu’il était enfant d’après les dire du Père Puissance

- la défécation ou la miction : liés à la sexualité infantile selon Freud

- être témoin de la sexualité de ses parents (scène violente pour le narrateur lorsque le Père Puissance embrasse les dessous de la mère).

Concernant la liquidation de la mère, on peut également citer le mythe d’Oreste.

## À propos du Loum
- Le blogue de l’auteur où il livre quelques clés sur son œuvre et publie les lettres reçues à la suite de la parution du Loum : http://www.pilhes.fr

- Une double page y est consacrée dans Le Nouvel Observateur n°254 du 22 septembre 1969 (la deuxième page est ici

- Une critique du Loum dans l’émission Le Masque et la Plume du 12 octobre 1969.